# 穆赫德·阿里
穆赫德·阿里（1982年10月3日 - ）是一名叙利亚举重运动员，身高1.8米。2010年，在广州亚运会中以400千克夺得男子105公斤以上级举重第6名。